# Saltaq
Saltaq – gmina (azer. bələdiyyə) i wieś (kənd) w zachodnim Azerbejdżanie, w Nachiczewańskiej Republice Autonomicznej, w rejonie Culfa, tworząca wiejski okręg terytorialny (kənd ərazi dairəsi) o tej samej nazwie. Jest jedyną wsią w okręgu terytorialnym i w gminie.
Przed 1 marca 2003 roku wieś Saltaq nazywała się Saltax. Zmianę wprowadzono na mocy prawa nr 423-IIQ, ogłoszonego przez Prezydenta Republiki Azerbejdżanu İlhama Əliyeva.
W klasyfikacji Azərbaycan Respublikası Dövlət Statistika Komitəsi (w wolnym tłum. „Państwowy Komitet Statystyczny Republiki Azerbejdżanu”) gminie nadano unikalny kod 10622007, a wsi 10622018.